# Овчинников, Фёдор Владимирович
Фёдор Влади́мирович Овчи́нников (род. 10 июня 1981, Троицк, Челябинская область) — российский предприниматель, блогер, основатель российской сети предприятий быстрого питания «Додо Пицца».

## Биография
Родился 10 июня 1981 года в Троицке Челябинской области. Родители Федора переехали в Сыктывкар, когда ему было два года. Он окончил Лицей при Сыктывкарском государственном университете и исторический факультет в Сыктывкарском государственном университете, специальность археология. В 2018 принимал участие в программе «Теперь я босс!» канала «Пятница».

## Предпринимательская деятельность
Карьеру начал в 2003 году как дизайнер в рекламном агентстве «Север». В 2004 году стал директором маркетинговой службы компании супермаркета «Город мастеров» в Сыктывкаре. В 2006 году открыл книжный магазин «Сила ума» и завел одноимённый блог. После кризиса Федор продал свою долю за 600 000 рублей и поехал на стажировку в петербургскую пиццерию Papa John’s и в заведения сети фастфуда McDonalds. В 2011 году арендовал небольшое помещение в центре Сыктывкара. Так появилась первая пиццерия «Додо Пицца». За полгода работы выручка пиццерии достигла 1 миллиона рублей. К весне 2012 года наладил в компании бизнес-процессы и привлёк первых франчайзи.
С 2016 года «Додо Пицца» стала самой крупной сетью пиццерий в России.
В 2018 году запустил облачную ERP-систему «Додо ИС» (Dodo IS), разработанную специально для сети пиццерий. В этом же году компания заняла 2 место среди самых востребованных франшиз в 2017 году, по рейтингу РБК.
В мае 2018 произошел скандал с наркотиками в одном из заведений сети. Овчинников проходил по делу в качестве свидетеля и вызывался на допросы.
В 2020 основал цифровую кофейню «Дринкит».
В 2021 году произошел скандал с франчайзи «Додо Пицца», медиация которого транслировалась на youtube-канале.
Летом 2022 года Овчинников перестал быть контролирующим акционером Dodo International Group Limited — юрлица компании в Великобритании
В конце апреля 2022 года вложился в дубайский сервис доставки YallaMarket.
В конце 2023 года покинул пост генерального директора Dodo Brands.

## Писательство
Один из авторов книги «И ботаники делают бизнес».

## Семья
Бизнесмен был женат на Людмиле Овчинниковой. У него двое детей, дочь родилась 2005 году и сын 2011 года рождения.
Родители Овчинникова живут в Словении.